# Duliby (obwód rówieński)
Duliby (ukr. Дуліби) – wieś na Ukrainie w rejonie hoszczańskim, w obwodzie rówieńskim.
Przed II wojną światową w granicach Polski w gminie Hoszcza, w powiecie rówieńskim, w województwie wołyńskim. Duliby należały do parafii Najświętszej Marii Panny Królowej Polski w Hłuboczku.